# Rekettyés
Rekettyés este o arie protejată (arie specială de conservare — SAC, sit de importanță comunitară — SCI) din Ungaria întinsă pe o suprafață de 305,68 ha, integral pe uscat.

## Localizare
Centrul sitului Rekettyés este situat la coordonatele 47°22′48″N 19°54′43″E / 47.38°N 19.911944°E.

## Înființare
Situl Rekettyés a fost declarat sit de importanță comunitară în mai 2004 pentru a proteja 1 specie de plante și 4 specii de animale. Situl a fost protejat și ca arie specială de conservare în februarie 2010.

## Biodiversitate
Situată în ecoregiunea panonică, aria protejată conține 4 habitate naturale: Stepe panonice nisipoase, Pajiști cu Molinia pe soluri calcaroase, turboase sau argilos-nămoloase (Molinion caeruleae), Stepe și mlaștini sărate panonice, Pajiști aluvionare inundabile, de Cnidion dubii.
La baza desemnării sitului se află mai multe specii protejate:
- plante (1): Cirsium brachycephalum
- amfibieni (1): buhai de baltă cu burta roșie (Bombina bombina)
- mamifere (1): popândău (Spermophilus citellus)
- nevertebrate (2): fluturele purpuriu (Lycaena dispar), Maculinea teleius

Pe lângă speciile protejate, pe teritoriul sitului au mai fost identificate 9 specii de plante, 1 specie de păsări, 1 specie de amfibieni, 2 specii de nevertebrate.